# Oued Lilli
Oued Lilli (în arabă وادى ليلى) este o comună din provincia Tiaret, Algeria.
Populația comunei este de 12.574 de locuitori (2008).